# Martin Christopher
Martin Christopher (*14. prosince 1977 Vancouver, Kanada) je kanadský herec, který je především známý díky roli Kevina Markse v seriálu Hvězdná brána. Společně s Amandou Tappingovou a Gary Jonesem hrál ve všech třech sérií Hvězdné Brány. Jde o jednoho z těchto tří, kteří si zahráli v obou závěrečných sériích StarGate: Stargate SG-1 (Bez konce), Stargate Atlantis (Nepřítel před branami). Všichni tři se také objevili v pilotním díle Stargate Universe (Vzduch, část 1).

## Filmografie
- A Day in the Life – 1998
- Forever Fabulous – 1999
- Final Destination – 2000
- Poison (film) – 2000
- Watchtower – 2002
- Wildfire 7: The Inferno – 2002
- Sometimes a Hero – 2003
- Under the Cover – 2003
- The Twilight Zone – 2003
- Art History – 2003
- Reunion – 2005
- Noc v muzeu – 2006
- Hvězdná brána – 2005–2007
- Painkiller Jane – 2007
- Lovci duchů – 2007–2008
- Hvězdná brána: Archa pravdy – 2008
- Hvězdná brána: Atlantida – 2008–2009
- Heuréka - město divů – 2007–2008
- Hvězdná brána: Hluboký vesmír – 2009
- Svatyně – 2010
- Hranice nemožného – 2012